# Attemsia meerausi
Attemsia meerausi är en mångfotingart som beskrevs av Karl Wilhelm Verhoeff 1931. Attemsia meerausi ingår i släktet Attemsia och familjen Attemsiidae. Inga underarter finns listade i Catalogue of Life.